# Rodná
Rodná (německy Rodna) je obec v okrese Tábor v Jihočeském kraji. Leží přibližně šestnáct kilometrů severovýchodně od Tábora. Žije zde 94 obyvatel.

## Historie
První písemná zmínka o obci, týkající se jistého Uzidila z Pohnání, jenž vlastnil v Rodným jeden lán, pochází z roku 1394. Původně se obec skutečně nazývala „Rodný“, jeden čas byla oficiálně přejmenována na „Rodné“ a v roce 1850 dostala název, jenž jí vydržel až do současnosti. Až do roku 1623 menší část obce přináležela k Dolním Hořicím a větší část patřila k Radenínu. 18. června 1604 přikoupil Rodnou Jan Bernard Fünfkirchner a připojil ji ke svému panství šelmberskému a mladovožickému. Poté, co byl za protistátní činy rozhodnutím císaře dne 22. dubna 1622 uvržen do vazby na Zbiroh, bylo jeho jmění zkonfiskováno.
Zkonfiskované statky koupil 10. února za 68 829 zlatých generálleitnant španělského krále Baltasar Marradas. Své panství držel do 15. října 1629, kdy jej prodává Veronice Přehořovské, rozené Častolárové z Dlouhé Vsi na Měšicích. Po její smrti přešly dědictvím veškeré její statky v držení Krištofa Karla Přehořovského, jenž je držel 11 let a 7. července 1677 prodává mimo jiné i městečko Vožici spolu s Rodnou Františku Ferdinandovi hraběti z Khüenburku. Dále se stačili ještě vystřídat majitelé Maximilian Josef z Khüenburku, Anna Černínová z Chudenic, František Josef z Khüenburku, Leopold z Khüenburku a Karel z Khüenburku.

## Obyvatelstvo
| Rok            | 1869 | 1880 | 1890 | 1900 | 1910 | 1921 | 1930 | 1950 | 1961 | 1970 | 1980 | 1991 | 2001 | 2011 | 2021 |
| -------------- | ---- | ---- | ---- | ---- | ---- | ---- | ---- | ---- | ---- | ---- | ---- | ---- | ---- | ---- | ---- |
| Počet obyvatel | 436  | 469  | 412  | 381  | 381  | 371  | 347  | 220  | 188  | 176  | 155  | 127  | 115  | 85   | 93   |
| Počet domů     | 48   | 49   | 52   | 52   | 52   | 53   | 56   | 56   | 45   | 42   | 40   | 54   | 56   | 57   | 45   |

## Obecní správa
Mezi lety 1850–1976 byla Rodná obcí v okrese Tábor (1869–1930), posléze v okrese Votice (1950) a později opět v okrese Tábor. Od 1. dubna 1976 do 31. prosince 1991 patřila jako část obce k Pohnání a od 1. ledna 1992 je opět samostatnou obcí.

### Části obce
- Blanička
- Nahořany
- Rodná

V letech 1850–1899 k obci patřily i Babčice, Domamyšl a Osikovec a v letech 1850–1951 také Bradáčov, Dolní Světlá a Horní Světlá.

### Obecní symboly
Znak a vlajka byly obci uděleny rozhodnutím předsedkyně Poslanecké sněmovny Parlamentu České republiky dne 20. března 2023.

## Osobnosti
V Rodné se 11. května 1858 narodil František Král, který se později vystěhoval do Chicaga v USA a byl dědečkem Blanche Novak, rozené Kral (1907–1984), jenž byla matkou americké herečky českého původu Kim Novak. 

## Galerie

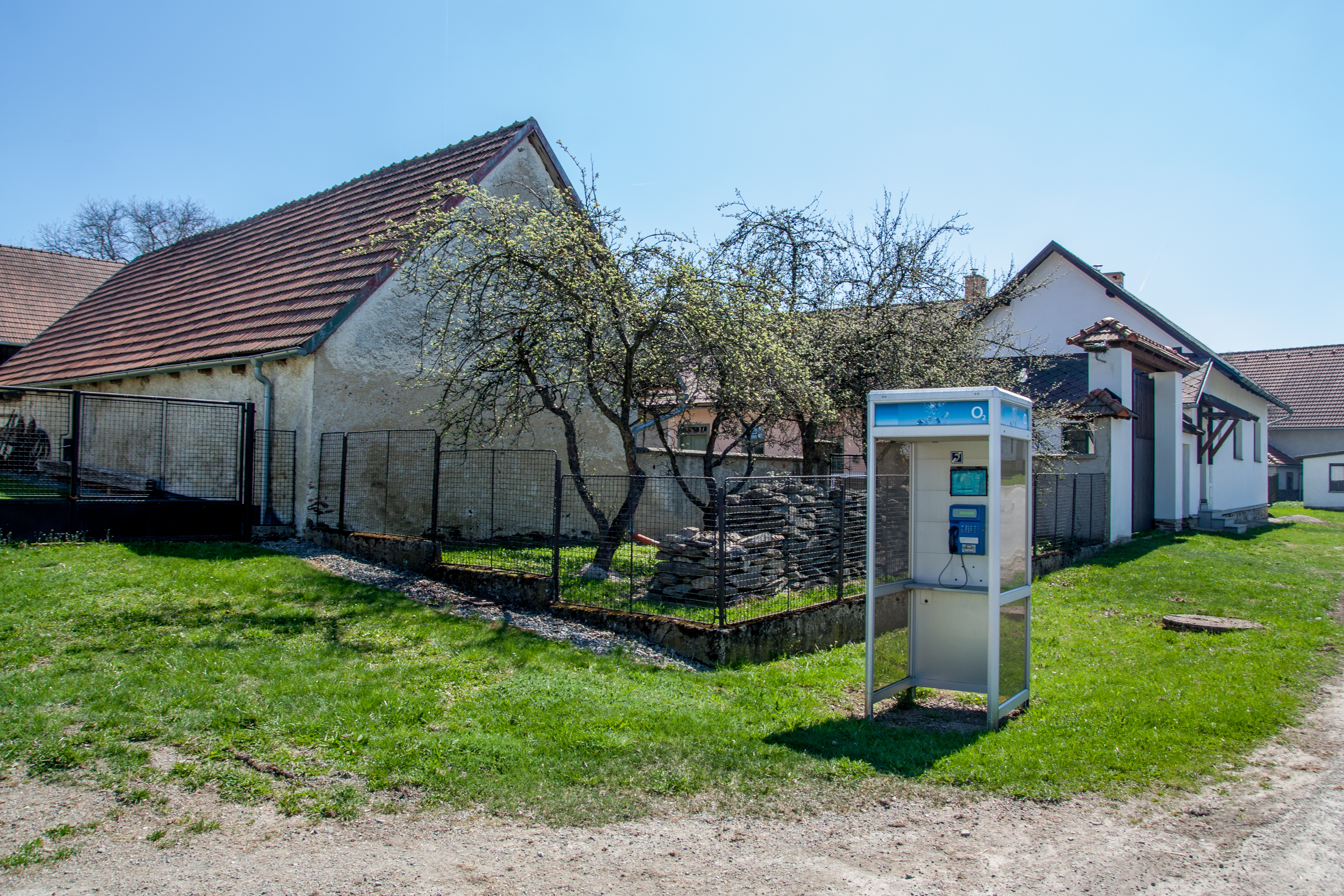
Telefonní budka
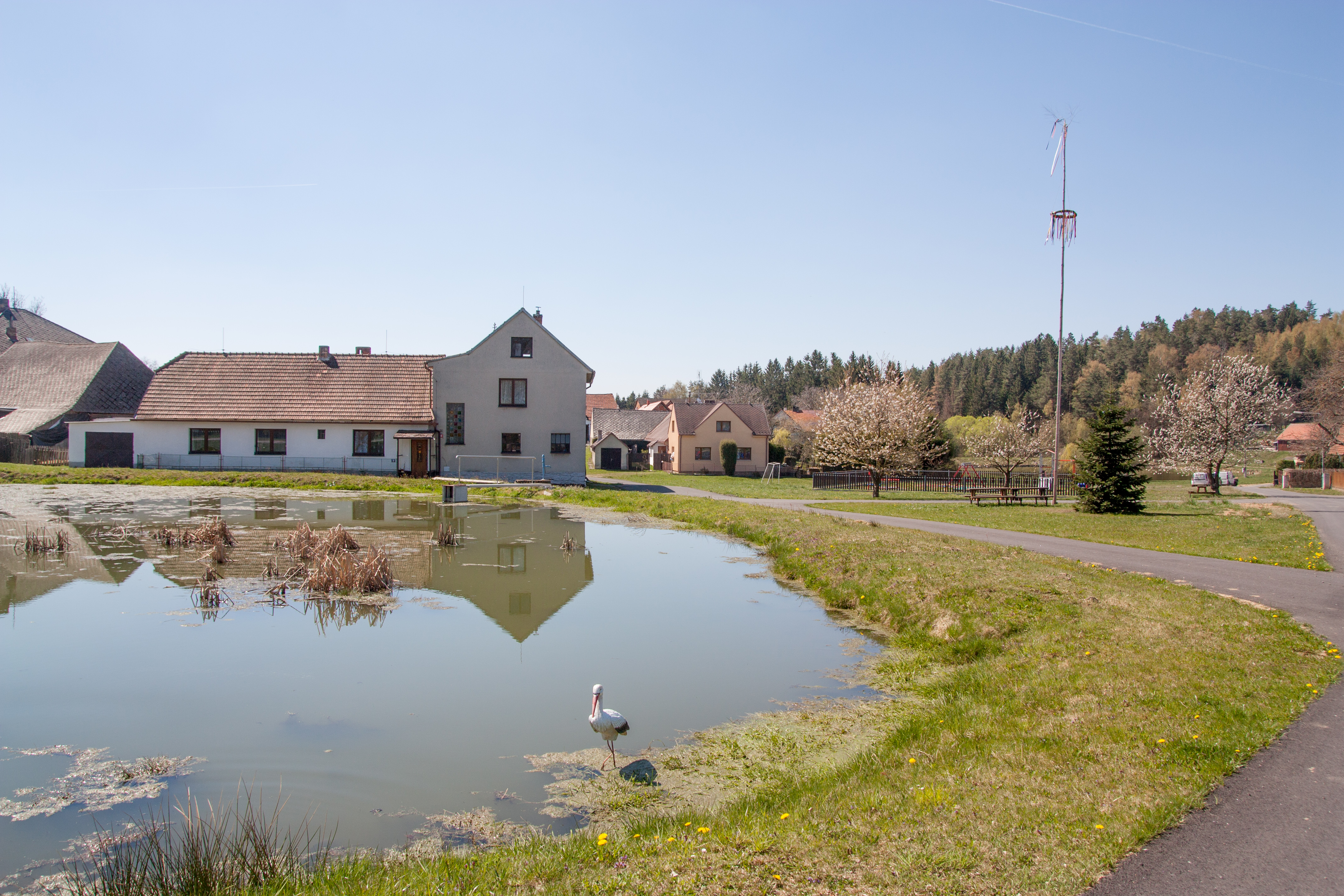
Rybník
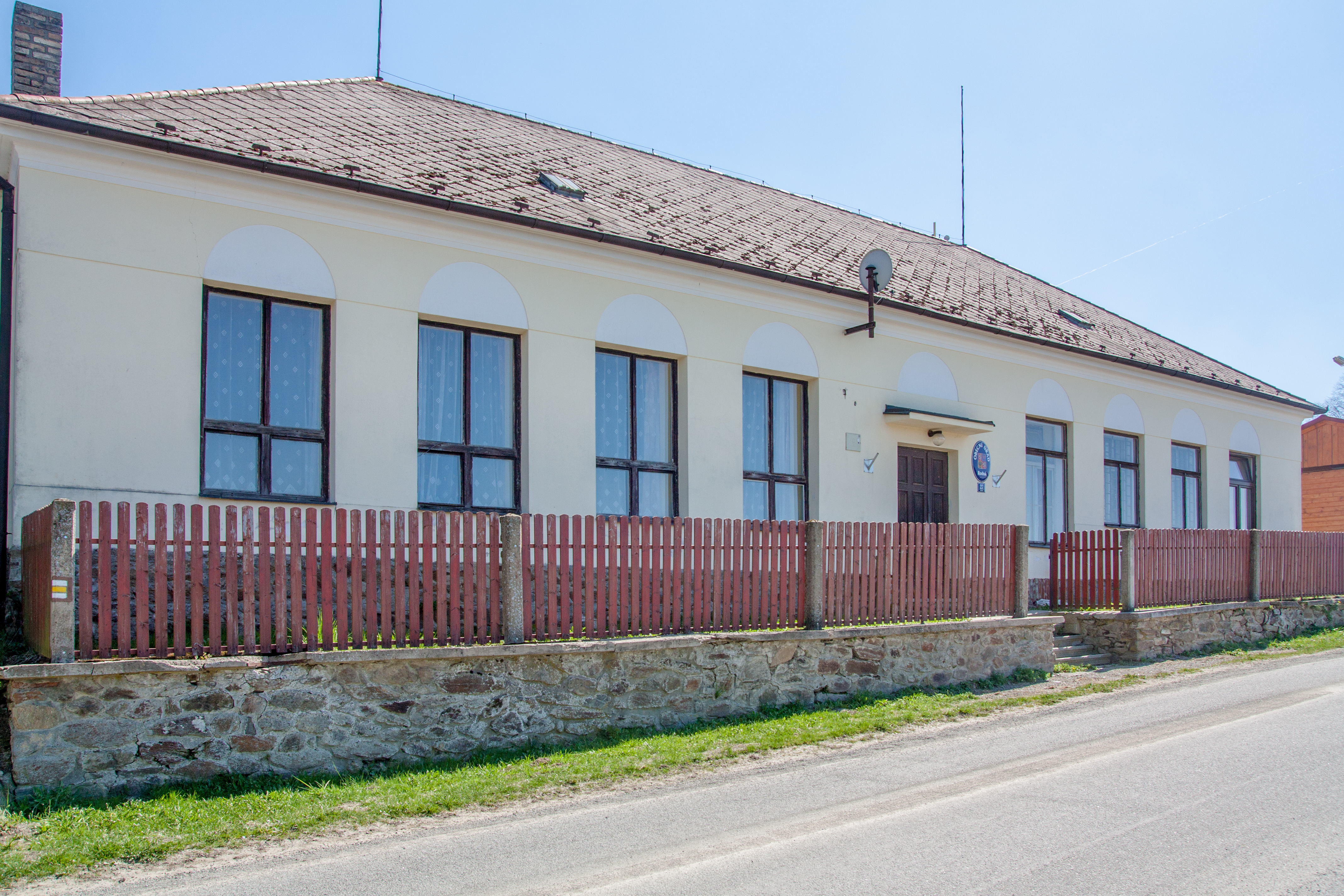
Obecní úřad
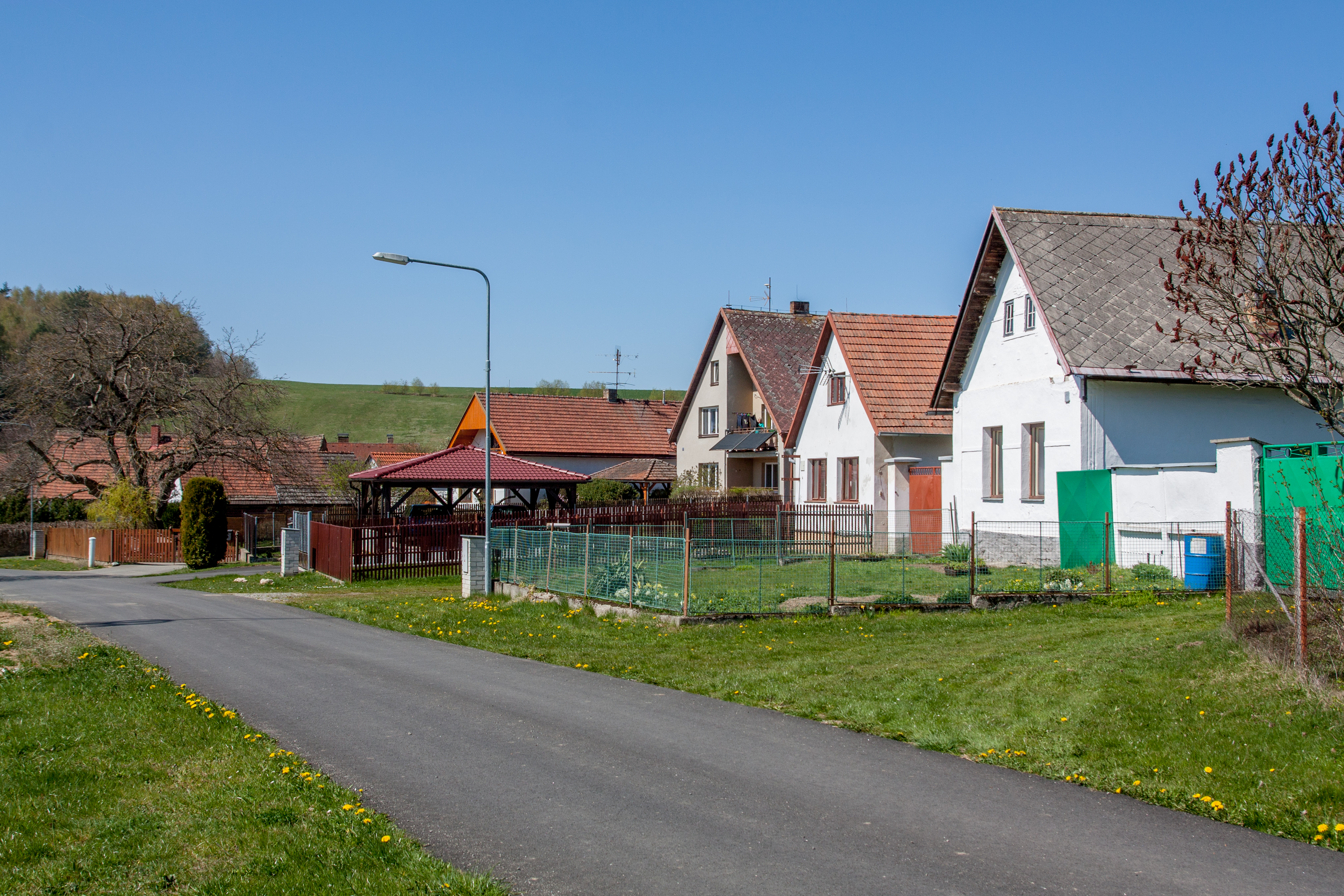
Domy
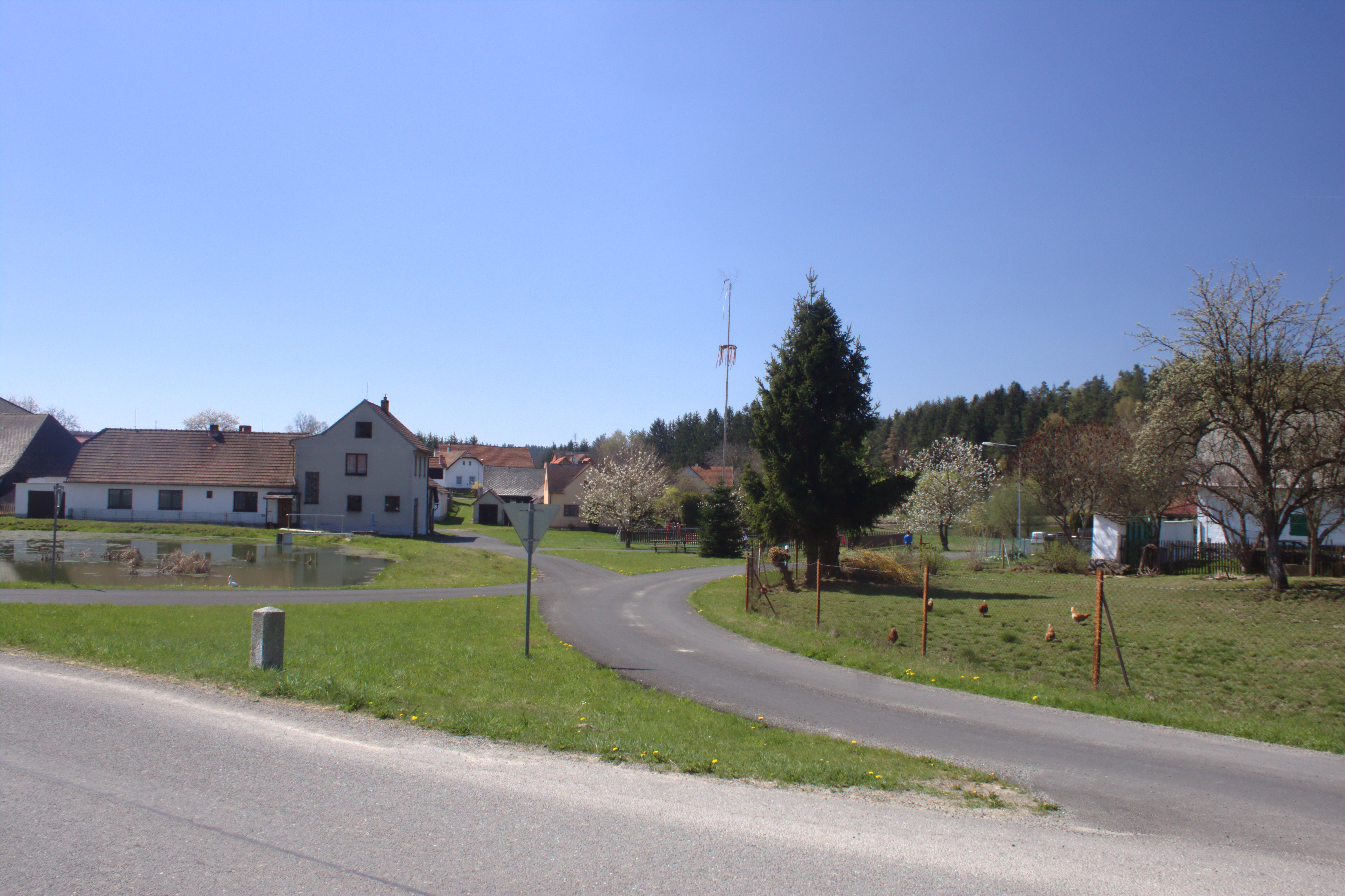
Náves